# پمپرز
پمپرز (به انگلیسی: Pampers) یک نام تجاری بین‌المللی تولیدکنندهٔ محصولات مرتبط با نوزاد و کودک نو پا است که توسط پروکتر اند گمبل عرضه می‌شود.

## محصولات
پوشک پمپرز - پمپرز پنج نوع مختلف از پوشک را در نه اندازه، چهار نوع شلوار آموزش دستشویی، شلوارک شنا و چهار نوع دستمال مرطوب (حساس، تمیزی طبیعی، دستمال تمیز کردن نوزاد، دستمال توالت مرطوب قابل دفع در توالت) ارائه می‌کند.

## تاریخچه
در سال ۱۹۵۶، ویکتور میلز محقق شرکت پروکتر اند گمبل که از تعویض کهنهٔ پارچه‌ای نوهٔ خود بیزار بود همکاران محققش در بخش اکتشافات در میامی ولی اوهایو را مأمور کرد تا در مورد ساخت پوشکی یک بار مصرف تحقیق کنند. پمپرز در سال ۱۹۶۱ معرفی شد. این پوشک توسط محققانی از جمله ویک میلز و نورما لویدرز بیکر ساخته شد. نام «پمپرز» به وسیلهٔ آلفرد گلدمن، مدیر خلاقیت بنتن اند باولز، نخستین بنگاه تبلیغاتی این محصول، ابداع شد.
پوشک‌های اولیه محصولاتی سنگین و ضخیم از جنس کرک خمیر و لایهٔ بالایی از ابریشم مصنوعی (ریون) و لایهٔ پایینی از پلی اتیلن بودند. در ۱۹۶۶ پمپرز طراحی «بال دار» و در ۱۹۶۹ «سایز سوم» را معرفی کرد. در این زمان پمپرز یک نام تجاری شناخته در ایالات متحده بود. پروکتر اند گمبل در سال ۱۹۷۱ طراحی سنجاق دار را با نوار عوض کرد. همچنین سایزهای مناسب کودک نوپا و نوزاد نیز معرفی شدند.